# Trichopteryx elegantula
Trichopteryx elegantula là một loài thực vật có hoa trong họ Hòa thảo. Loài này được (Hook.f.) Stapf miêu tả khoa học đầu tiên năm 1895.